# Morti nel 1381
| Questa pagina contiene informazioni ricavate automaticamente dalle voci biografiche con l'ausilio del template Bio e di un bot. L'aggiornamento è periodico e automatico e ricostruisce completamente la pagina. Se manca una persona in questa lista, sei pregato di non aggiungerla, ma accertati piuttosto che la sua voce biografica contenga il template Bio e che i dati anagrafici siano correttamente compilati. Se il template Bio manca, inseriscilo tu stesso o, in alternativa, metti l'avviso {{tmp\|Bio}} che ne segnala la mancanza. Se i dati riportati sono sbagliati, correggi direttamente la voce biografica; le modifiche saranno visibili in questa lista entro pochi giorni. Per chiarimenti vedi il progetto biografie. La lista contiene solo le 36 persone che sono citate nell'enciclopedia e per le quali è stato implementato correttamente il template Bio. Pagina aggiornata al 10 ago 2025. |

- 1º gennaio - Cia Ordelaffi, nobile e condottiera italiana (n. 1317)
- 3 gennaio - Marquardo di Randeck, patriarca cattolico tedesco (n. 1296)
- 4 gennaio - Gastone di Foix-Béarn, nobile francese
- 23 gennaio - Pierre Flandrin, cardinale francese (n. 1301)
- 24 marzo - Caterina di Svezia, religiosa svedese
- 27 marzo - Giovanna Manuele, sovrana spagnola (n. 1339)
- 4 aprile - Lanfranco de Saliverti, vescovo cattolico italiano (n. 1320)
- 21 maggio - Federico III di Meißen, nobile tedesco (n. 1332)
- 5 giugno - John Cavendish, politico inglese (n. 1346)
- 14 giugno - Simon Sudbury, arcivescovo cattolico inglese
- 15 giugno - Wat Tyler, rivoluzionario inglese (n. 1341)
- 16 giugno - Siemowit III di Masovia, nobile polacco
- 27 giugno - Lapo da Castiglionchio, scrittore italiano
- 5 luglio - Beatrice del Portogallo, nobile (n. 1347)
- 12 luglio - Bartolomeo II della Scala, nobile italiano
- 15 luglio - John Ball, presbitero inglese (n. 1338)
- 8 agosto - Eleazario da Sabrano, cardinale e vescovo cattolico italiano
- 25 agosto - Giovanni III del Monferrato, marchese (n. 1362)
- 27 agosto - Simon da Borsano, cardinale e arcivescovo cattolico italiano
- 11 settembre - Charles de Montmorency, militare francese (n. 1307)
- 26 settembre - Alda d'Este, nobile italiana (n. 1333)
- 28 settembre - Taddea Visconti, nobile italiana (n. 1351)
- 30 ottobre - Aldobrandino d'Este, vescovo cattolico italiano (n. 1325)
- 4 novembre - Pietro IV di Ribagorza, nobile spagnolo (n. 1305)
- 19 novembre - Tommaso da Frignano, cardinale italiano
- 2 dicembre - Jan van Ruusbroec, presbitero e scrittore fiammingo (n. 1293)
- 27 dicembre - Edmondo Mortimer, III conte di March, nobile britannico (n. 1352)
- Jacopo Cini, vescovo cattolico e teologo italiano (n. 1300)
- Giovanni II di Blois-Châtillon, nobile
- Giovanni Fieschi, cardinale e vescovo cattolico italiano
- William Latimer, politico inglese (n. 1330)
- Leonardo I Tocco, nobile italiano
- Ruggero Bernardo II di Castelbon, nobile
- Song Lian, storico e politico cinese (n. 1310)
- Vaidila, nobile lituano
- Giovanni Zacchei, vescovo cattolico italiano